# はやて (海運業)

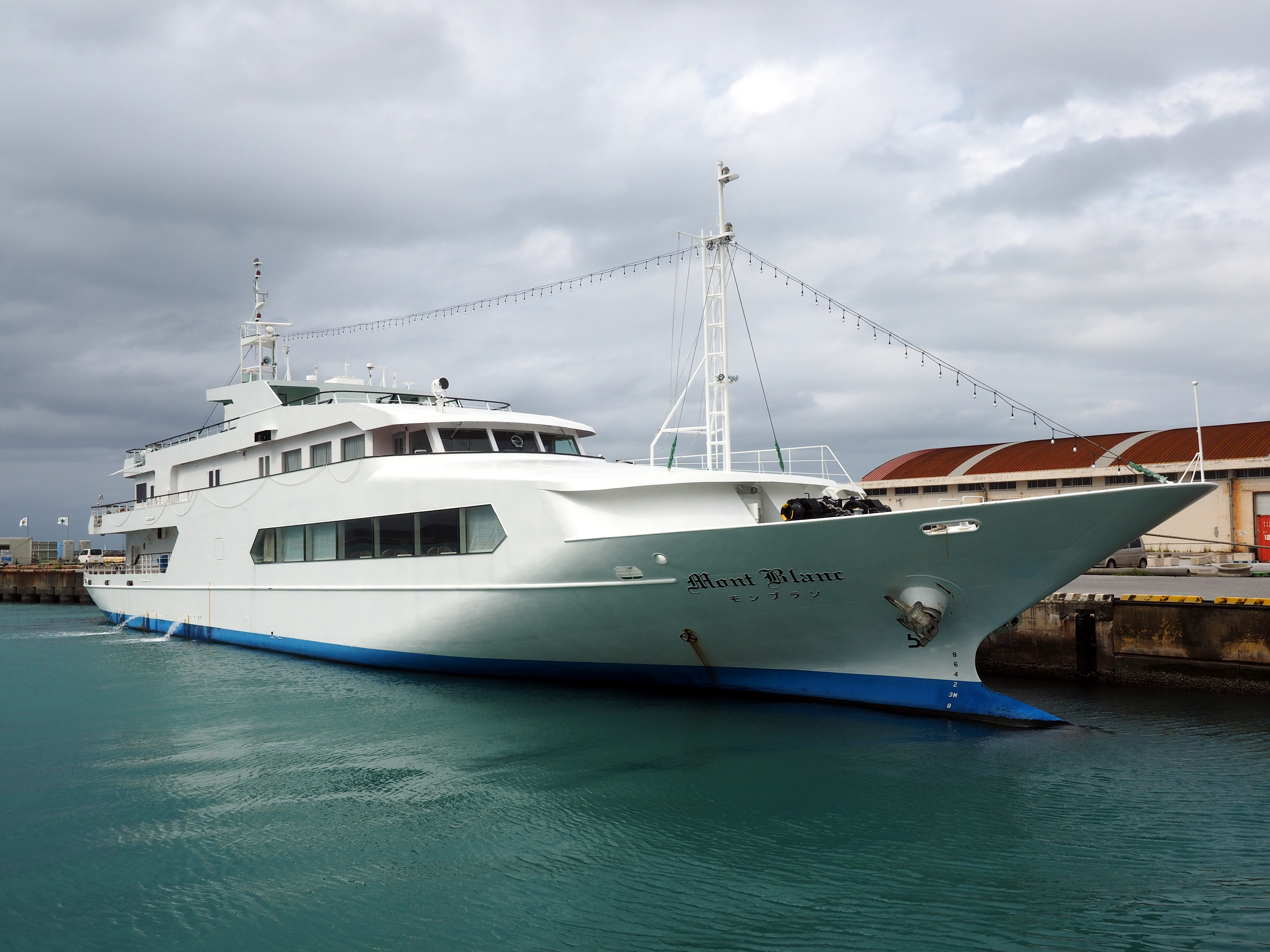
モンブラン（平良港）

株式会社はやては、沖縄県宮古島市平良に本社を置き、宮古島周辺で遊覧船事業を行う海運会社である。旧社名は合資会社はやて海運（はやてかいうん）。
2015年1月31日の伊良部大橋開通までは、宮古島平良港と伊良部島佐良浜港間の一般旅客定期航路（旅客船、フェリー）を運航していた。この航路は宮古フェリーとのダブルトラックであった。

## 沿革

### 前史
宮古フェリー等によると、伊良部島と宮古島の間には、明治時代時代末期に渡口港からの航路に「バトンミ丸」、佐良浜港からの航路に「キイナカ丸」の2隻の帆船が就航した。1920年頃には渡口航路に発動機船「ガラサ丸」が就航。2、3年後には佐良浜航路にも発動機船が就航した。
第二次世界大戦後には、米軍から払い下げられた船舶が就航。その後、佐良浜航路に「第3旭丸」、「雄勝丸」、長山港からの航路に「勝幸丸」が就航し競争が過熱した。

### 定期航路の開設
その後、1966年（昭和41年）の合名会社伊良部海運（宮古フェリーの前身）による宮古-伊良部航路の免許取得を皮切りに宮古-伊良部間の定期航路が開設され、当社及び宮古フェリーが共に伊良部航路の定期船運航を行ってきた。

### 定期航路の廃止と遊覧船事業の開始
しかし、2015年（平成27年）1月31日に宮古島と伊良部島の間に伊良部大橋が開通し、本航路は同日をもって廃止された。
当社は航路廃止後も会社を存続し、新たな事業を行う予定であることを明らかにしていたが、航路廃止後の2015年2月には、かつて石川県の七尾湾などで運航されていたクルーズ船「モンブラン」（619総トン、最大定員300名）を購入し、同年4月以降に八重干瀬ツアーなどの遊覧船事業を行う計画を進めていることが明らかになった。「モンブラン」は2015年（平成27年）3月22日に平良港に回航され、その後、遊覧船事業が開始された。
2018年（平成30年）5月、宮城県仙台市の建設会社深町組がモンブランを購入するとともに、株式会社はやては同市の旅行会社たびのレシピの完全子会社となり、引き続き遊覧船事業を運営すると報じられた。

## クルーズ
以下のコースでクルーズを行っている。
伊良部大橋モーニングクルーズ
- 9:00 - 10:20
- 伊良部大橋コース - 伊良部大橋の下をくぐり周辺を周遊するコース
- パン、コーヒー、ソフトドリンク付き

ランチクルーズ
- 12:30 - 14:00
- 湾内周遊コース - 伊良部大橋以北の宮古島沿岸及び伊良部島沿岸を周遊するコース
- ランチブッフェ、ソフトドリンク付き

サンセットクルーズ
- 18:00 - 20:30（4-9月）、17:00 - 19:30（10-3月）
- 湾内周遊コース - 伊良部大橋以北の宮古島沿岸及び伊良部島沿岸を周遊するコース
- ディナーブッフェ付き又はクルーズのみ[15]。

また、大潮の干潮時に八重干瀬クルージングツアーを実施している。

## 船舶

### 運用中の船舶
- モンブラン

1999年（平成11年）竣工、讃岐造船鉄工所建造、株式会社深松組所有。
619総トン、全長56.90m、幅10m、深さ5.20m、機関出力1500PS、最大速力13.5ノット、旅客定員300名。

### かつて保有していた船舶

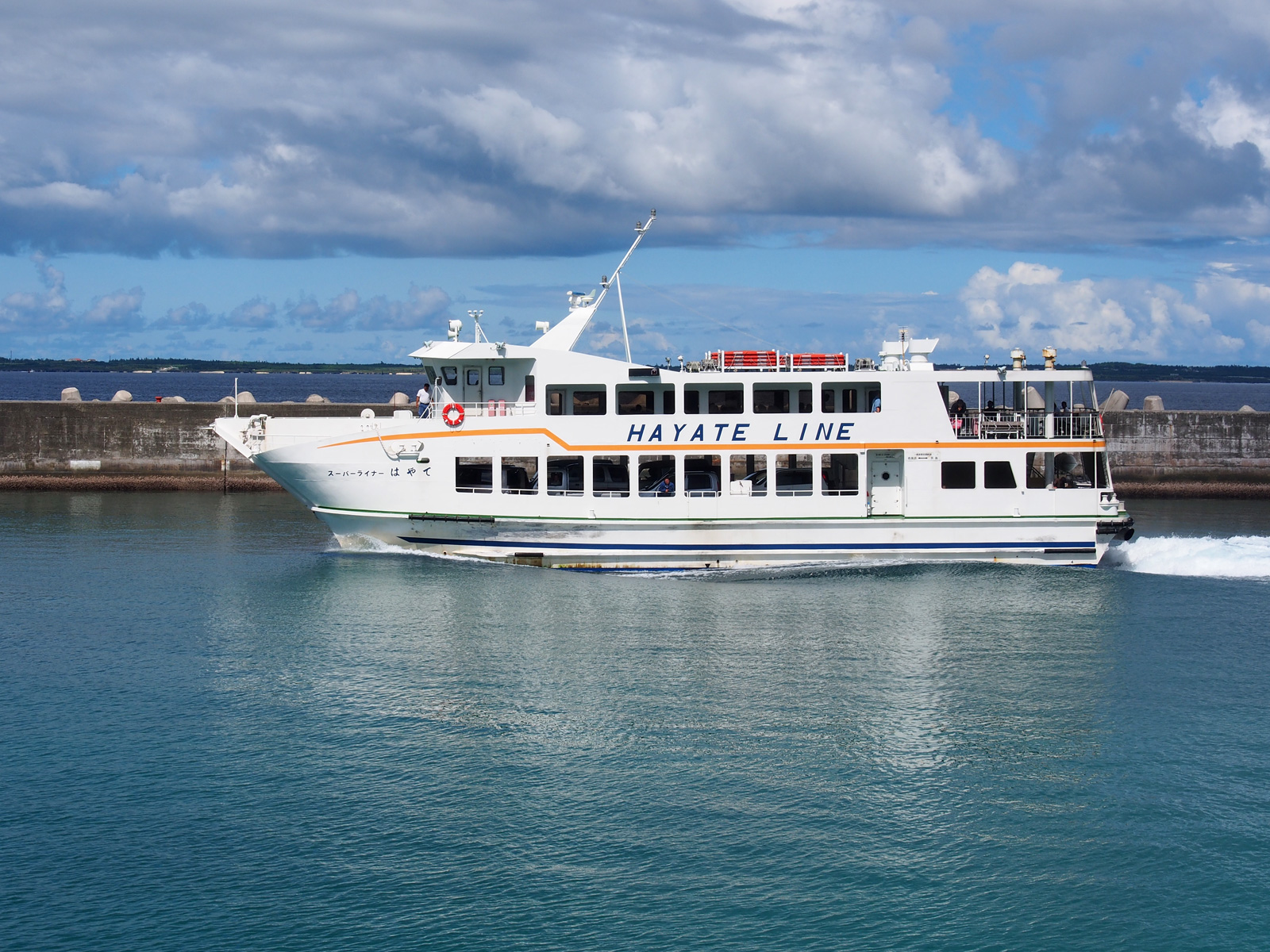
スーパーライナーはやて（佐良浜港）

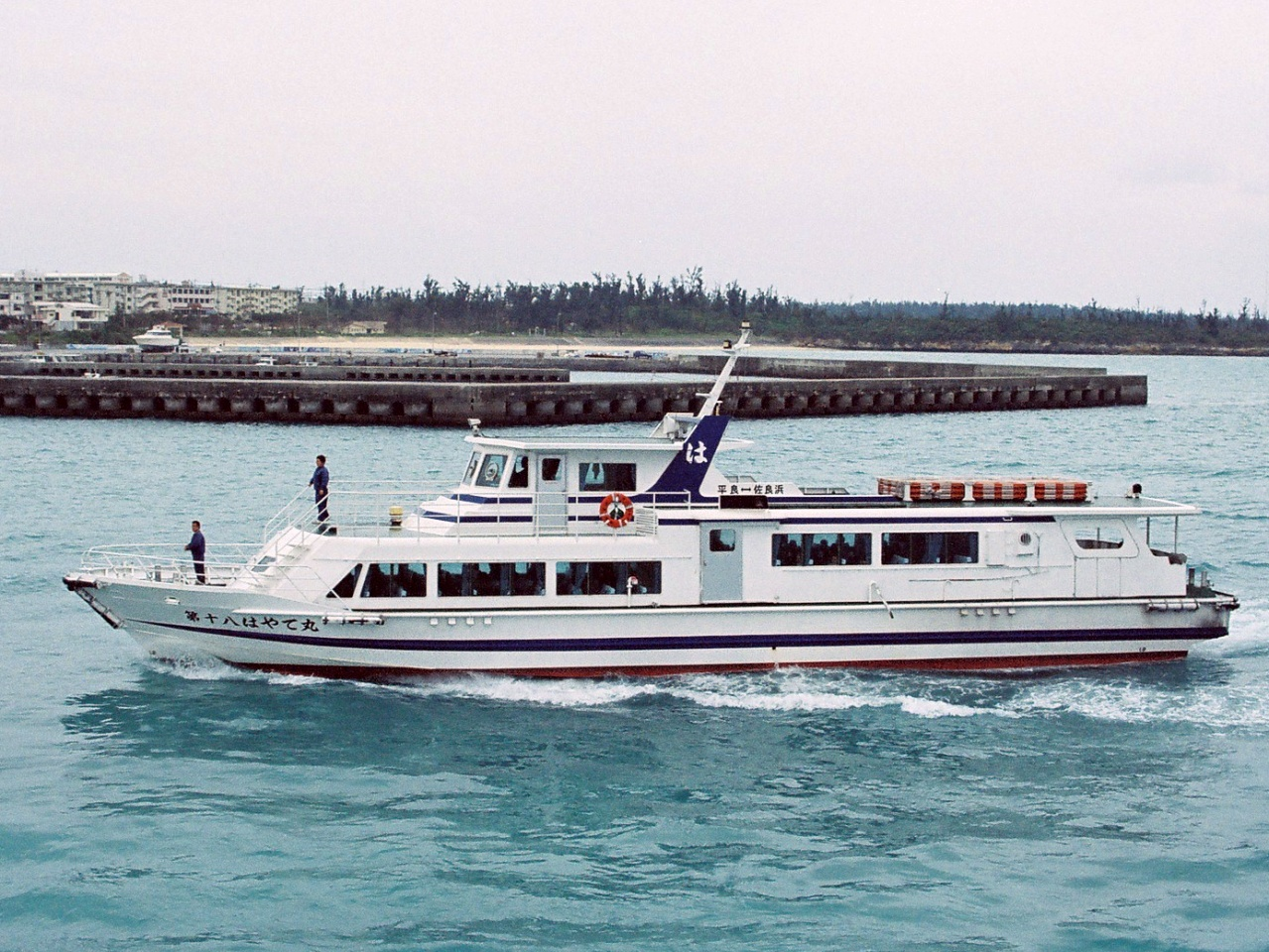
第18はやて丸（平良港）

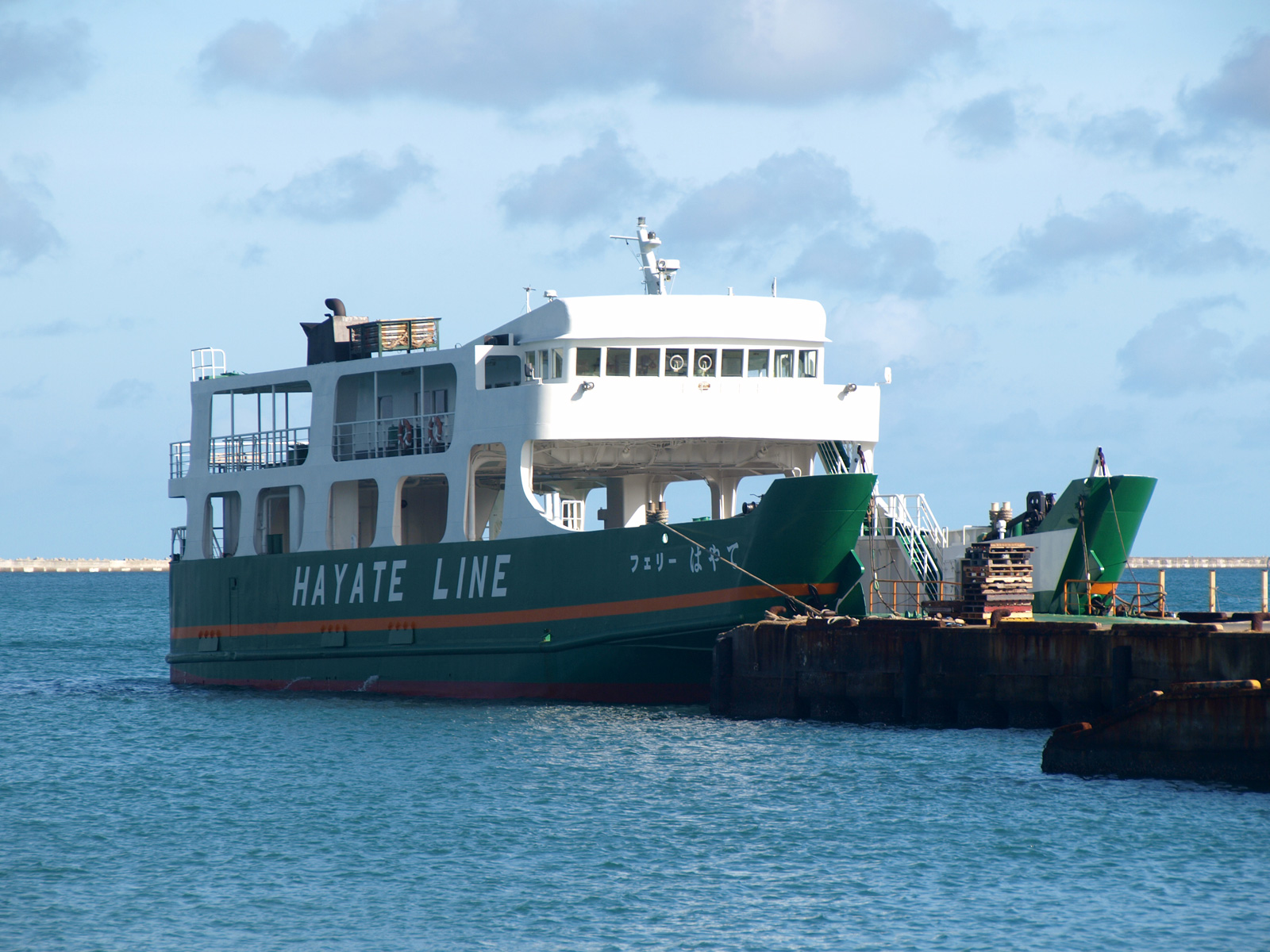
フェリーはやて（平良港）

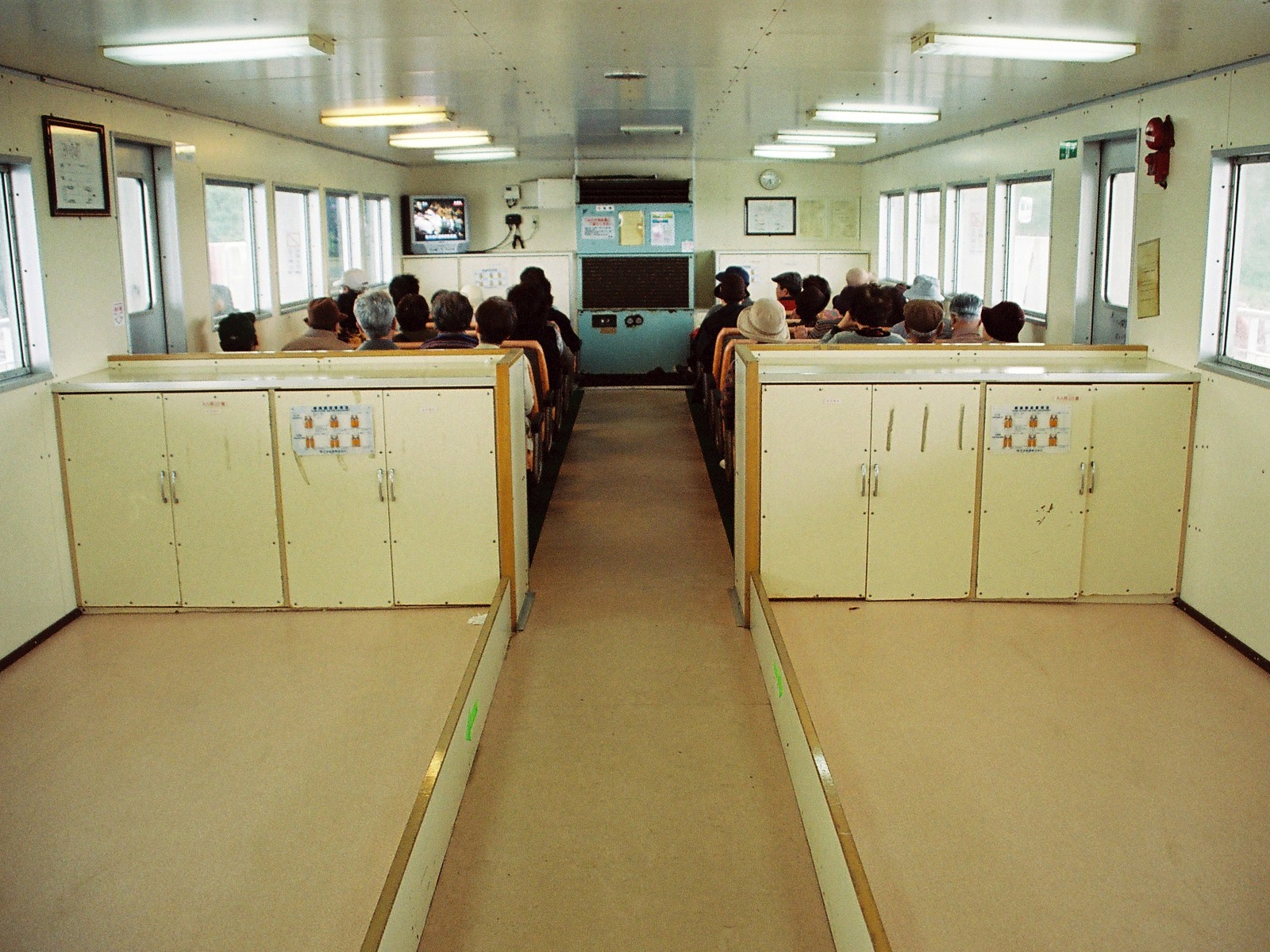
フェリーはやての客室

高速船（貨客船）
- スーパーライナーはやて

145総トン、航海速力24ノット。旅客定員150名。乗用車8台。
2005年（平成17年）11月15日進水、2006年3月就航。讃岐造船鉄工所建造。双胴船。
高速船（旅客船）
- 第11はやて丸

瀬戸内クラフト建造。36総トン、航海速力25ノット。旅客定員 沿海12名・平水93名
1984年（昭和59年）3月進水。遊漁船及び周辺離島への貸切に利用。
- 第15はやて丸

定期時間外の急病人搬送などに利用
- 第18はやて丸

79総トン、航海速力28ノット。旅客定員194名。瀬戸内クラフト建造。
1989年（平成元年）1月進水、1989年10月就航。スーパーライナーはやての就航後は予備船となっていた。
カーフェリー（貨客船）
- フェリーはやて
  - 総トン数：297トン
  - 全長：41.6m、幅：9.5m
  - 出力：2,800馬力
  - 最高速力：15.15ノット
  - 航海速力：14ノット
  - 旅客定員：150名
  - 車両搭載数：乗用車換算 22台/8tトラック換算 8台[17][21]。

1997年（平成9年）3月進水、同年7月5日就航。関門造船建造。
2003年（平成15年）9月、台風14号による被害の修繕のため糸満市のドックに向けて運航中、台風15号の高波を受け渡嘉敷島の南西約415kmの海上で浸水、海上保安庁の協力により回収が図られたが同日10時に船体放棄される。その後2週間にわたり約400kmを漂流した後、同年10月3日に石垣島の南方約130kmの海上で海上保安庁により発見された。本船は、糸満市のドックに回航されて、修繕やデッキ放水口の増設などが行われた後、復帰した。

## かつて運航していた航路
一般旅客定期航路
- 平良港 - 佐良浜港
  - 高速旅客船：1日10便（10-3月）/11便（4-9月）、約12分[3]。
  - カーフェリー：1日6便、約30分[3]。

その他
- 旧暦3月3日の大潮前後に八重干瀬上陸ツアーを行ってきたが、伊良部大橋開通による平良港 - 佐良浜港の一般旅客定期航路廃止に伴い、2014年のツアーが最後となった[23]。なお、八重干瀬への上陸はしないが、クルーズ船による八重干瀬の周遊ツアーは行われている[16]。